# Titus Sicinius Sabinus
Titus Sicinius Sabinus (Latijn: T. Sicinius - f. - n. Sabinus) was een Romeins politicus uit de 5e eeuw v.Chr.
Hij was consul in 487 v.Chr. samen met Gaius Aquillius Tuscus. In die hoedanigheid overwon hij de Volsci. Voor zijn overwinning mocht hij een triomftocht houden. Hij diende (vermoedelijk) in 480 v.Chr. onder Gnaius Manlius Cincinnatus als legatus pro praetore in de strijd tegen de Veii. Het volgende jaar redde hij het leger van Titus Verginius Tricostus Rutilus van verwoesting.

## Referentie
- T.R.S. Broughton, The Magistrates of the Roman Republic, I, New York, 1951, pp. 19-20, 25.